# Campeonato Uruguayo de Primera Divisional C 2025
El Campeonato Uruguayo de Primera Divisional C 2025 es el 109º torneo de tercera categoría organizado por la AUF, correspondiente al año 2025.

## Sistema de disputa
El campeonato está compuesto por el Torneo Apertura y el Torneo Clausura, y sus eventuales finales o desempates. También se emplea una Tabla Anual para definir el campeón y el régimen de ascensos, que solamente incluirá los partidos disputados en las fases regulares de los torneos. Comenzó el sábado 31 de mayo.

### Torneo Apertura
Los veintisiete equipos se dividen en tres series de nueve integrantes cada una, dentro de las cuales compiten todos contra todos en partidos a una sola rueda.
Cada serie tiene su tabla de posiciones en forma independiente. Los tres equipos ganadores de las series y el mejor segundo disputarán las semifinales, a partido único, y efectuarán de local los equipos que estén mejor ubicados en la tabla anual. Los ganadores de las semifinales disputarán la final, también a partido único y en la cancha elegida por el equipo que haya obtenido mejor puntaje en la tabla anual. El ganador de dicha final será el campeón del Torneo Apertura. Además, los cuatro mejores ubicados en cada serie y los dos mejores quintos entre las tres series, se clasificarán para el Torneo Clausura.
El torneo lleva el nombre de Elvio Pappa, exjugador de Huracán Buceo, Racing y Villa Española, fallecido el 27 de enero de 2025.

### Torneo Clausura
Lo conformarán los catorce mejores equipos del Torneo Apertura, es decir, los cuatro primeros de cada serie y los dos mejores quintos.
Se disputará en dos series de siete equipos, dentro de las cuales competirán todos contra todos en partidos a una sola rueda. Los ganadores de cada serie disputarán la final, que se jugará a partido único y en la cancha elegida por el equipo que haya obtenido mejor puntaje en la tabla anual, y el ganador de dicha final será el campeón del Torneo Clausura.

### Régimen de ascensos
El torneo otorgará dos ascensos directos hacia la Segunda División Profesional y no habrá descensos hacia la Divisional D.
El equipo que finalice en el primer lugar de la Tabla Anual será el campeón de la presente temporada y conseguirá el primer ascenso directo.
El segundo ascenso directo surgirá de la siguiente definición:
- Si el campeón de la temporada no hubiese obtenido el Torneo Apertura ni el Torneo Clausura, el mismo se definirá mediante un partido final entre los ganadores de ambos torneos, a partido único y en la cancha elegida por el equipo que haya obtenido mejor puntaje en la tabla anual.
- Si el campeón de la temporada hubiese obtenido el Torneo Apertura y el Torneo Clausura, el equipo que finalice en el segundo lugar de la Tabla Anual será el que obtenga el segundo ascenso.
- Si el campeón de la temporada hubiese obtenido el Torneo Apertura o el Torneo Clausura, el segundo ascenso resultará:
  - Si se tratase de equipos distintos, mediante una final entre el ganador del Torneo Apertura o el Torneo Clausura que no fuese el campeón de la temporada, y el equipo que finalice en el segundo lugar de la Tabla Anual. Dicho encuentro se disputaría a partido único y en cancha neutral.
  - Si se tratase del mismo equipo, no se disputará partido alguno y éste habrá obtenido el segundo ascenso directo.

## Equipos participantes

### Relevo de plazas
| Club        | Descendido como                    |
| ----------- | ---------------------------------- |
| Cooper      | 13.° de la tabla del descenso 2024 |
| Sud América | 14.° de la tabla del descenso 2024 |

| Club                                   | Ascendido como                  |
| -------------------------------------- | ------------------------------- |
| Deutscher Fussball Klub (fundado 2021) | Campeón de la Divisional D 2024 |

| Club            | Ascendido como                                 |
| --------------- | ---------------------------------------------- |
| Artigas         | Campeón de la Primera División Amateur 2024    |
| Central Español | Subcampeón de la Primera División Amateur 2024 |

### Información general
| Equipo             | Ciudad           | Estadio de localía     | Capacidad | Fundación                | Temporadas | Temp. Consecutivas | Títulos | Indumentaria | Forma jurídica | 2024 |
| ------------------ | ---------------- | ---------------------- | --------- | ------------------------ | ---------- | ------------------ | ------- | ------------ | -------------- | ---- |
| Alto Perú          | Montevideo       | Complejo Rentistas     | 3.632     | 1 de mayo de 1940        | 54         | 29                 | 1       | Borac        | AC             | 26°  |
| Basáñez            | Montevideo       | Parque Palermo         | 4.072     | 1 de abril de 1920       | 36         | 15                 | 1       | Mgr Sport    | AC             | 12°  |
| Bella Italia       | Montevideo       | Emilio "Tito" López    | 2.500     | 20 de junio de 1984      | 6          | 3                  | –       | Mgr Sport    | SAD            | 10°  |
| Bella Vista        | Montevideo       | José Nasazzi           | 5.002     | 4 de octubre de 1920     | 10         | 2                  | 3       | Starbade     | AC             | 3°   |
| Canadian           | Montevideo       | Parque ANCAP           | 1.500     | 14 de febrero de 2011    | 10         | 8                  | 1       | MC22         | SAD            | 22°  |
| Cooper             | Montevideo       | Cr. José Pedro Damiani | 8.000     | 25 de agosto de 1937     | 6          | 1                  | –       | Macron       | SAD            |      |
| Deportivo Colonia  | Juan Lacaze      | Miguel Campomar        | 4.500     | 16 de octubre de 1999    | 5          | 5                  | –       | Mgr Sport    | SAD            | 5°   |
| Deportivo Italiano | Montevideo       | Parque Maracaná        | 2.400     | 20 de septiembre de 1999 | 8          | 4                  | –       | Elite        | AC             | 15°  |
| Deutscher          | Montevideo       | Complejo Rentistas     | 3.632     | Desconocida              | 1          | 1                  | –       | Match        | SAD            |      |
| Durazno            | Durazno          | Cr. José Pedro Damiani | 8.000     | 22 de noviembre de 2005  | 4          | 4                  | –       | Sin marca    | SAD            | 4°   |
| Frontera Rivera    | Rivera           | Atilio Paiva Olivera   | 27.135    | 15 de enero de 1998      | 2          | 2                  | –       | Joma         | SAD            | 6°   |
| Huracán            | Montevideo       | Cr. José Pedro Damiani | 8.000     | 1 de agosto de 1954      | 31         | 8                  | 3       | Keuka        | SAD            | 21°  |
| Huracán Buceo      | Montevideo       | Parque Huracán         | 4.300     | 15 de marzo de 1937      | 21         | 9                  | 1       | Cema         | AC             | 18°  |
| Lito               | Montevideo       | José Nasazzi           | 5.002     | 24 de julio de 1917      | 8          | 2                  | 1       | Mgr Sport    | AC             | 8°   |
| Los Halcones       | Montevideo       | Parque ANCAP           | 1.500     | 20 de noviembre de 2013  | 11         | 11                 | –       | TDH Sports   | AC             | 23°  |
| Mar de Fondo       | Montevideo       | Complejo Rentistas     | 3.632     | 25 de agosto de 1934     | 38         | 7                  | 4       | Mgr Sport    | SAD            | 11°  |
| Parque del Plata   | Parque del Plata | Parque El Balneario    | 1.000     | 25 de mayo de 1948       | 37         | 9                  | –       | KDY          | SAD            | 24°  |
| Paysandú           | Paysandú         | Artigas                | 15.000    | 7 de marzo de 2003       | 5          | 5                  | –       | Kelme        | SAD            | 17°  |
| Platense           | Montevideo       | Complejo Rentistas     | 3.632     | 1 de mayo de 1935        | 61         | 17                 | 4       | Mgr Sport    | AC             | 25°  |
| Potencia           | Montevideo       | Parque ANCAP           | 1.500     | 13 de febrero de 2001    | 14         | 2                  | –       | Sin marca    | AC             | 19°  |
| Rocha              | Rocha            | Dr. Mario Sobrero      | 5.552     | 1 de agosto de 1999      | 7          | 4                  | 1       | Mgr Sport    | SAD            | 13°  |
| Salto              | Salto            | Juan José Vispo Mari   | 2.500     | 19 de noviembre de 2002  | 5          | 5                  | –       | Kelme        | SAD            | 14°  |
| Salus              | Montevideo       | Parque Palermo         | 4.072     | 10 de abril de 1928      | 31         | 14                 | 2       | One Shot     | SAD            | 20°  |
| Sud América        | Montevideo       | Complejo Rentistas     | 2.466     | 15 de febrero de 1914    | 2          | 1                  | –       | Starbade     | SAD            |      |
| Terremoto          | Montevideo       | Cr. José Pedro Damiani | 8.000     | 28 de febrero de 2009    | 4          | 3                  | –       | Borac        | SAD            | 16°  |
| Villa Española     | Montevideo       | Obdulio Varela         | 2.800     | 18 de agosto de 1940     | 26         | 3                  | 5       | Mgr Sport    | AC             | 7°   |
| Villa Teresa       | Montevideo       | Parque Palermo         | 4.072     | 1 de junio de 1941       | 27         | 4                  | 3       | Elite        | AC             | 9°   |

Nota: Todos los datos estadísticos corresponden únicamente a los Campeonatos Uruguayos de tercera categoría organizados por la Asociación Uruguaya de Fútbol. Las fechas de fundación de los equipos son las declaradas por los propios clubes implicados.

### Distribución geográfica de los equipos
| Localidad        | Cantidad | Equipos |
| ---------------- | -------- | --- |
| Montevideo       | 20       | Alto Perú, Basáñez, Bella Italia, Bella Vista, Canadian, Cooper, Deportivo Italiano, Deutscher, Huracán, Huracán Buceo, Lito, Los Halcones, Mar de Fondo, Platense, Potencia, Salus, Sud América, Terremoto, Villa Española, Villa Teresa |
| Juan Lacaze      | 1        | Deportivo Colonia |
| Parque del Plata | 1        | Parque del Plata |
| Durazno          | 1        | Durazno |
| Rocha            | 1        | Rocha |
| Paysandú         | 1        | Paysandú |
| Salto            | 1        | Salto |
| Rivera           | 1        | Frontera Rivera |

## Entrenadores
| Equipo             | Entrenador inicial                | Entrenadores sustitutos |
| ------------------ | --------------------------------- | ----------------------- |
| Alto Perú          | José Luis de la Quintana Continúa |                         |
| Basáñez            | Marcelo Russo Continúa            |                         |
| Bella Italia       | Álvaro González Nuevo             | Mario Szlafmyc          |
| Bella Vista        | Diego Demarco Nuevo               |                         |
| Canadian           | Osvaldo Streccia Continúa         |                         |
| Cooper             | Federico Nieves Nuevo             | Luis González           |
| Deportivo Colonia  | Gabriel Añon Nuevo                |                         |
| Deportivo Italiano | Damián Enríquez Nuevo             |                         |
| Deutscher          | Julio Santín Continúa             | Maximiliano Dornell     |
| Durazno            | Jorge Casanova Nuevo              |                         |
| Frontera Rivera    | Matías Rosa Nuevo                 |                         |
| Huracán            | Martín Siri Nuevo                 |                         |
| Huracán Buceo      | Richard Porta Nuevo               | Santiago Kalemkerián    |
| Lito               | Pablo Salinas Nuevo               |                         |
| Los Halcones       | Oscar Méndez Nuevo                |                         |
| Mar de Fondo       | Valentín Villazán Nuevo           |                         |
| Parque del Plata   | Cristian Mazza Nuevo              |                         |
| Paysandú           | Juan Ramón Silvera Nuevo          |                         |
| Platense           | Julio de los Santos Continúa      | Daniel Martínez         |
| Potencia           | Gonzalo Viña Nuevo                |                         |
| Rocha              | Hebert Cardozo Nuevo              |                         |
| Salto              | Álvaro Pastoriza Continúa         | Darlyn Gayol            |
| Salus              | Adrián Fernández Nuevo            |                         |
| Sud América        | Edgardo Arias Nuevo               |                         |
| Terremoto          | Marcelo Guerrero Continúa         |                         |
| Villa Española     | Diego Garay Nuevo                 |                         |
| Villa Teresa       | Ramiro Martínez Nuevo             | Henry Giménez           |

## Torneo Apertura
Comenzó el sábado 31 de mayo y lo disputan los 27 equipos participantes del campeonato.
Los cuatro mejores ubicados de cada grupo y los dos mejores quintos entre los tres grupos se clasificarán para el Torneo Clausura. Además, el primero de cada grupo y el mejor segundo disputarán la definición del Torneo Apertura (semifinales y final).

### Sorteo
Se realizó el viernes 16 de mayo. A modo de emparejar la cantidad y calidad de los traslados, los equipos que oficiarán de local en el interior del país, a excepción de Parque del Plata, se distribuyeron en dos bolilleros. En el bolillero 1 se ubicó a los tres equipos cuyas localías se encuentran a mayor distancia de Montevideo: Frontera Rivera, Paysandú y Salto. En el bolillero 2 se ubicó a Rocha y a Deportivo Colonia.

### Serie A

#### Posiciones
| Pos. | Equipo           | Pts. | PJ | G | E | P | GF | GC | Dif. |  |
| ---- | ---------------- | ---- | -- | - | - | - | -- | -- | ---- |  |
| 1    | Bella Vista      | 18   | 8  | 6 | 0 | 2 | 35 | 5  | +30  |  |
| 2    | Durazno          | 18   | 8  | 6 | 0 | 2 | 25 | 7  | +18  |  |
| 3    | Deutscher        | 15   | 8  | 5 | 0 | 3 | 21 | 10 | +11  |  |
| 4    | Terremoto        | 14   | 8  | 4 | 2 | 2 | 16 | 6  | +10  |  |
| 5    | Huracán Buceo    | 13   | 8  | 4 | 1 | 3 | 13 | 4  | +9   |  |
| 6    | Potencia         | 13   | 8  | 4 | 1 | 3 | 15 | 14 | +1   |  |
| 7    | Bella Italia     | 7    | 8  | 2 | 1 | 5 | 14 | 12 | +2   |  |
| 8    | Salto            | 7    | 8  | 2 | 1 | 5 | 7  | 14 | −7   |  |
| 9    | Parque del Plata | 0    | 8  | 0 | 0 | 8 | 0  | 74 | −74  |  |

Actualizado a los partidos jugados el 27 de julio de 2025.
 Fuente: AUF
Criterios de clasificación: 1) puntos; 2) diferencia de goles; 3) número de goles marcados.
|  | Clasificados a la definición y al Torneo Clausura. |
|  | Clasificados al Torneo Clausura.                   |

#### Resultados
| Huracán Buceo | 2:0 | Terremoto        | Obdulio Varela         | 31 de mayo | 15:00 | – | Adrián Pereira   |
| Durazno       | 4:1 | Deutscher        | Cr. José Pedro Damiani | 1 de junio | 10:00 | – | Federico Río     |
| Potencia      | 5:0 | Parque del Plata | Parque ANCAP           | 1 de junio | 10:00 | – | Nadia Fuques     |
| Bella Italia  | 1:0 | Bella Vista      | Emilio "Tito" López    | 1 de junio | 15:00 | – | Mathías Espinosa |
| Libre: Salto  |     |                  |                        |            |       |   |                  |

| Bella Vista         | 2:1  | Huracán Buceo | José Nasazzi           | 7 de junio | 10:00 | – | Elías Lorenzo   |
| Terremoto           | 1:1  | Potencia      | Cr. José Pedro Damiani | 7 de junio | 19:30 | – | Rodrigo Navia   |
| Salto               | 0:1  | Deutscher     | Juan José Vispo Mari   | 8 de junio | 15:00 | – | Nicolás Vignolo |
| Parque del Plata    | 0:12 | Durazno       | Parque Palermo         | 9 de junio | 10:00 | – | Marcelo García  |
| Libre: Bella Italia |      |               |                        |            |       |   |                 |

| Potencia         | 1:3 | Durazno          | Parque ANCAP        | 14 de junio | 10:00 | – | Sebastián Díaz    |
| Bella Italia     | 9:0 | Parque del Plata | Emilio "Tito" López | 14 de junio | 14:00 | – | Facundo Cardoso   |
| Bella Vista      | 4:0 | Salto            | José Nasazzi        | 15 de junio | 15:00 | – | Julián Ithurralde |
| Huracán Buceo    | 0:1 | Deutscher        | Parque Huracán      | 15 de junio | 15:00 | – | Roberto Corrales  |
| Libre: Terremoto |     |                  |                     |             |       |   |                   |

| Terremoto          | 0:0 | Bella Italia  | Cr. José Pedro Damiani | 21 de junio | 14:30 | – | Ignacio Donato   |
| Deutscher          | 1:2 | Potencia      | Complejo Rentistas     | 21 de junio | 20:00 | – | Jonathan De León |
| Parque del Plata   | 0:8 | Huracán Buceo | Parque El Balneario    | 22 de junio | 15:00 | – | Ezequiel Toledo  |
| Durazno            | 2:1 | Salto         | Cr. José Pedro Damiani | 22 de junio | 15:00 | – | Nicolás Salinas  |
| Libre: Bella Vista |     |               |                        |             |       |   |                  |

| Bella Vista      | 20:0 | Parque del Plata | José Nasazzi         | 28 de junio | 12:00 | – | Por definir |
| Bella Italia     | 0:1  | Durazno          | Emilio "Tito" López  | 28 de junio | 15:00 | – | Por definir |
| Salto            | 0:4  | Terremoto        | Juan José Vispo Mari | 29 de junio | 15:00 | – | Por definir |
| Huracán Buceo    | 1:0  | Potencia         | Parque Huracán       | 29 de junio | 15:00 | – | Por definir |
| Libre: Deutscher |      |                  |                      |             |       |   |             |

| Potencia         | 4:1 | Bella Italia | Parque ANCAP        | 5 de julio | 10:00 | – | Por definir |
| Huracán Buceo    | 0:0 | Salto        | Parque Huracán      | 5 de julio | 15:00 | – | Por definir |
| Deutscher        | 0:1 | Bella Vista  | Complejo Rentistas  | 5 de julio | 21:00 | – | Por definir |
| Parque del Plata | 0:6 | Terremoto    | Parque El Balneario | 6 de julio | 10:00 | – | Por definir |
| Libre: Durazno   |     |              |                     |            |       |   |             |

| Durazno                 | 1:0 | Huracán Buceo | Cr. José Pedro Damiani | 12 de julio | 10:00 | – | Por definir |
| Salto                   | 1:2 | Potencia      | Juan José Vispo Mari   | 12 de julio | 15:00 | – | Por definir |
| Deutscher               | 3:2 | Bella Italia  | Complejo Rentistas     | 13 de julio | 10:00 | – | Por definir |
| Terremoto               | 2:0 | Bella Vista   | Cr. José Pedro Damiani | 13 de julio | 15:00 | – | Por definir |
| Libre: Parque del Plata |     |               |                        |             |       |   |             |

| Salto                | 3:1  | Bella Italia     | Juan José Vispo Mari   | 19 de julio | 15:00 | – | Por definir |
| Durazno              | 1:2  | Terremoto        | Cr. José Pedro Damiani | 19 de julio | 15:00 | – | Por definir |
| Potencia             | 0:6  | Bella Vista      | Parque ANCAP           | 19 de julio | 15:00 | – | Por definir |
| Deutscher            | 12:0 | Parque del Plata | Complejo Rentistas     | 20 de julio | 10:00 | – | Por definir |
| Libre: Huracán Buceo |      |                  |                        |             |       |   |             |

| Terremoto        | 1:2 | Deutscher     | Cr. José Pedro Damiani | 26 de julio | 15:00 | – | Por definir |
| Bella Vista      | 2:1 | Durazno       | José Nasazzi           | 26 de julio | 15:00 | – | Por definir |
| Parque del Plata | 0:2 | Salto         | Parque El Balneario    | 27 de julio | 12:00 | – | Por definir |
| Bella Italia     | 0:1 | Huracán Buceo | Emilio "Tito" López    | 27 de julio | 15:00 | – | Por definir |
| Libre: Potencia  |     |               |                        |             |       |   |             |

### Serie B

#### Posiciones
| Pos. | Equipo         | Pts. | PJ | G | E | P | GF | GC | Dif. |  |
| ---- | -------------- | ---- | -- | - | - | - | -- | -- | ---- |  |
| 1    | Paysandú       | 20   | 8  | 6 | 2 | 0 | 12 | 3  | +9   |  |
| 2    | Villa Española | 17   | 8  | 5 | 2 | 1 | 7  | 5  | +2   |  |
| 3    | Villa Teresa   | 14   | 8  | 4 | 2 | 2 | 10 | 5  | +5   |  |
| 4    | Platense       | 12   | 8  | 4 | 0 | 4 | 8  | 9  | −1   |  |
| 5    | Salus          | 11   | 8  | 3 | 2 | 3 | 9  | 8  | +1   |  |
| 6    | Lito           | 10   | 8  | 3 | 1 | 4 | 8  | 7  | +1   |  |
| 7    | Mar de Fondo   | 9    | 8  | 3 | 0 | 5 | 7  | 7  | 0    |  |
| 8    | Canadian       | 5    | 8  | 1 | 2 | 5 | 2  | 9  | −7   |  |
| 9    | Rocha          | 4    | 8  | 1 | 1 | 6 | 6  | 16 | −10  |  |

Actualizado a los partidos jugados el 27 de julio de 2025.
 Fuente: AUF
Criterios de clasificación: 1) puntos; 2) diferencia de goles; 3) número de goles marcados.
|  | Clasificado a la definición y al Torneo Clausura. |
|  | Clasificados al Torneo Clausura.                  |

#### Resultados
| Villa Española  | 1:0 | Salus    | Obdulio Varela     | 31 de mayo | 10:00 | – | Gonzalo Pérez    |
| Platense        | 1:0 | Lito     | Complejo Rentistas | 31 de mayo | 20:30 | – | Marcio Sierra    |
| Villa Teresa    | 1:0 | Canadian | Parque Palermo     | 1 de junio | 15:00 | – | Mauricio Roldán  |
| Mar de Fondo    | 1:0 | Rocha    | Complejo Rentistas | 1 de junio | 16:00 | – | Roberto Corrales |
| Libre: Paysandú |     |          |                    |            |       |   |                  |

| Salus               | 1:1 | Villa Teresa   | Parque Palermo     | 7 de junio | 10:00 | – | Sebastián Díaz   |
| Rocha               | 3:4 | Platense       | Dr. Mario Sobrero  | 7 de junio | 15:00 | – | Adrián Pereira   |
| Lito                | 0:0 | Villa Española | Parque ANCAP       | 7 de junio | 15:00 | – | Jonathan de León |
| Paysandú            | 1:0 | Canadian       | Artigas (Paysandú) | 8 de junio | 11:00 | – | Gonzalo López    |
| Libre: Mar de Fondo |     |                |                    |            |       |   |                  |

| Mar de Fondo   | 1:2 | Salus        | Parque Palermo     | 13 de junio | 11:30 | – | Federico Río     |
| Rocha          | 0:1 | Paysandú     | Dr. Mario Sobrero  | 14 de junio | 11:00 | – | Mathías Espinosa |
| Platense       | 0:1 | Canadian     | Complejo Rentistas | 14 de junio | 17:00 | – | Fernando Ledesma |
| Villa Española | 1:0 | Villa Teresa | Obdulio Varela     | 15 de junio | 15:00 | – | Ignacio Donato   |
| Libre: Lito    |     |              |                    |             |       |   |                  |

| Lito         | 0:1 | Mar de Fondo   | José Nasazzi   | 20 de junio | 11:00 | – | Lucas Andrade    |
| Salus        | 1:0 | Platense       | Parque Palermo | 20 de junio | 13:00 | – | Mathías Espinosa |
| Villa Teresa | 0:0 | Paysandú       | Parque Palermo | 21 de junio | 10:00 | – | Martín Grecco    |
| Canadian     | 1:1 | Villa Española | Parque ANCAP   | 22 de junio | 10:00 | – | Fernando Silva   |
| Libre: Rocha |     |                |                |             |       |   |                  |

| Mar de Fondo    | 0:1 | Villa Teresa   | Parque Palermo     | 27 de junio | 11:30 | – | Por definir |
| Rocha           | 3:2 | Salus          | Dr. Mario Sobrero  | 28 de junio | 11:00 | – | Por definir |
| Paysandú        | 2:1 | Lito           | Artigas (Paysandú) | 29 de junio | 11:00 | – | Por definir |
| Platense        | 0:1 | Villa Española | Complejo Rentistas | 29 de junio | 15:00 | – | Por definir |
| Libre: Canadian |     |                |                    |             |       |   |             |

| Salus               | 1:2 | Lito         | Parque Palermo     | 4 de julio | 11:00 | – | Por definir |
| Villa Española      | 1:0 | Mar de Fondo | Obdulio Varela     | 4 de julio | 15:00 | – | Por definir |
| Canadian            | 0:0 | Rocha        | Parque ANCAP       | 5 de julio | 15:00 | – | Por definir |
| Platense            | 0:2 | Paysandú     | Complejo Rentistas | 7 de julio | 14:00 | – | Por definir |
| Libre: Villa Teresa |     |              |                    |            |       |   |             |

| Lito         | 3:0 | Rocha          | José Nasazzi       | 12 de julio | 15:00 | – | Por definir |
| Canadian     | 0:3 | Mar de Fondo   | Parque ANCAP       | 13 de julio | 10:00 | – | Por definir |
| Paysandú     | 4:1 | Villa Española | Artigas (Paysandú) | 13 de julio | 11:00 | – | Por definir |
| Villa Teresa | 1:2 | Platense       | Parque Palermo     | 13 de julio | 21:30 | – | Por definir |
| Libre: Salus |     |                |                    |             |       |   |             |

| Paysandú        | 2:1 | Mar de Fondo | Artigas (Paysandú) | 19 de julio | 11:00 | – | Por definir |
| Villa Teresa    | 2:1 | Lito         | Parque Palermo     | 19 de julio | 20:00 | – | Por definir |
| Canadian        | 0:2 | Salus        | Parque ANCAP       | 20 de julio | 10:00 | – | Por definir |
| Villa Española  | 1:0 | Rocha        | Obdulio Varela     | 20 de julio | 15:00 | – | Por definir |
| Libre: Platense |     |              |                    |             |       |   |             |

| Rocha                 | 0:4 | Villa Teresa | Dr. Mario Sobrero  | 26 de julio | 15:00 | – | Por definir |
| Mar de Fondo          | 0:1 | Platense     | Complejo Rentistas | 26 de julio | 18:00 | – | Por definir |
| Lito                  | 1:0 | Canadian     | José Nasazzi       | 27 de julio | 14:00 | – | Por definir |
| Salus                 | 0:0 | Paysandú     | Parque Palermo     | 27 de julio | 15:00 | – | Por definir |
| Libre: Villa Española |     |              |                    |             |       |   |             |

### Serie C

#### Posiciones
| Pos. | Equipo             | Pts. | PJ | G | E | P | GF | GC | Dif. |  |
| ---- | ------------------ | ---- | -- | - | - | - | -- | -- | ---- |  |
| 1    | Deportivo Italiano | 20   | 8  | 6 | 2 | 0 | 20 | 1  | +19  |  |
| 2    | Frontera Rivera    | 16   | 8  | 4 | 4 | 0 | 15 | 2  | +13  |  |
| 3    | Huracán            | 16   | 8  | 5 | 1 | 2 | 12 | 4  | +8   |  |
| 4    | Deportivo Colonia  | 15   | 8  | 4 | 3 | 1 | 5  | 3  | +2   |  |
| 5    | Cooper             | 12   | 8  | 3 | 3 | 2 | 6  | 6  | 0    |  |
| 6    | Basáñez            | 10   | 8  | 3 | 1 | 4 | 10 | 12 | −2   |  |
| 7    | Sud América        | 8    | 8  | 1 | 3 | 4 | 6  | 10 | −4   |  |
| 8    | Los Halcones       | 3    | 8  | 1 | 0 | 7 | 4  | 17 | −13  |  |
| 9    | Alto Perú          | 0    | 8  | 0 | 1 | 7 | 0  | 23 | −23  |  |

Actualizado a los partidos jugados el 27 de julio de 2025.
 Fuente: AUF
Criterios de clasificación: 1) puntos; 2) diferencia de goles; 3) número de goles marcados.
Notas:
1. ↑  La AUF le concedió los puntos en disputa a Sud América luego de su encuentro ante Alto Perú por la 2.ª fecha del Torneo Apertura.
2. ↑  A Alto Perú se le quitó el punto obtenido en el empate frente a Sud América por la 2.ª fecha del Torneo Apertura, debido a la actuación de al menos un futbolista con documentación médica sin revalidar.

|  | Clasificado a la definición y al Torneo Clausura. |
|  | Clasificados al Torneo Clausura.                  |

#### Resultados
| Alto Perú              | 0:4 | Basáñez           | Complejo Rentistas | 1 de junio | 11:00 | – | Ignacio González |
| Deportivo Italiano     | 4:0 | Los Halcones      | Parque Maracaná    | 1 de junio | 12:30 | – | Silvia Ríos      |
| Huracán                | 2:0 | Deportivo Colonia | Abraham Paladino   | 1 de junio | 15:00 | – | Fernando Ledesma |
| Cooper                 | 1:1 | Sud América       | Parque Palermo     | 1 de junio | 20:30 | – | Martín Grecco    |
| Libre: Frontera Rivera |     |                   |                    |            |       |   |                  |

| Sud América       | 0:0 | Alto Perú          | Complejo Rentistas   | 8 de junio | 10:00 | – | Fernando Silva   |
| Frontera Rivera   | 3:1 | Basáñez            | Atilio Paiva Olivera | 8 de junio | 15:00 | – | Ignacio Donato   |
| Los Halcones      | 0:1 | Cooper             | Parque ANCAP         | 8 de junio | 15:00 | – | Lucas Andrade    |
| Deportivo Colonia | 0:0 | Deportivo Italiano | Miguel Campomar      | 8 de junio | 15:00 | – | Alexander Pulido |
| Libre: Huracán    |     |                    |                      |            |       |   |                  |

| Cooper              | 1:0 | Alto Perú       | Cr. José Pedro Damiani      | 14 de junio | 12:00 | – | Mauricio Roldán  |
| Deportivo Colonia   | 0:0 | Frontera Rivera | Complejo Ing. Milton Gonnet | 15 de junio | 11:00 | – | Ignacio González |
| Huracán             | 2:0 | Sud América     | Cr. José Pedro Damiani      | 15 de junio | 15:00 | – | Gonzalo López    |
| Deportivo Italiano  | 4:0 | Basáñez         | Parque Maracaná             | 16 de junio | 11:00 | – | Nicolás Salinas  |
| Libre: Los Halcones |     |                 |                             |             |       |   |                  |

| Sud América              | 1:2 | Deportivo Italiano | Complejo Rentistas | 22 de junio | 10:00 | – | Fernando Ledesma |
| Alto Perú                | 0:6 | Frontera Rivera    | Complejo Rentistas | 22 de junio | 15:00 | – | Nicolás Vignolo  |
| Los Halcones             | 2:3 | Huracán            | Parque ANCAP       | 22 de junio | 15:00 | – | Federico Río     |
| Basáñez                  | 2:0 | Cooper             | Parque Palermo     | 22 de junio | 20:30 | – | Elías Lorenzo    |
| Libre: Deportivo Colonia |     |                    |                    |             |       |   |                  |

| Deportivo Italiano | 1:0 | Cooper       | Parque Maracaná             | 28 de junio | 13:00 | – | Por definir |
| Huracán            | 3:0 | Alto Perú    | Cr. José Pedro Damiani      | 28 de junio | 15:00 | – | Por definir |
| Frontera Rivera    | 3:0 | Los Halcones | Atilio Paiva Olivera        | 29 de junio | 11:00 | – | Por definir |
| Deportivo Colonia  | 2:0 | Sud América  | Complejo Ing. Milton Gonnet | 29 de junio | 15:00 | – | Por definir |
| Libre: Basáñez     |     |              |                             |             |       |   |             |

| Basáñez            | 0:1 | Deportivo Colonia | Parque Palermo         | 5 de julio | 14:00 | – | Por definir |
| Cooper             | 1:0 | Huracán           | Cr. José Pedro Damiani | 5 de julio | 15:00 | – | Por definir |
| Sud América        | 3:0 | Los Halcones      | Complejo Rentistas     | 5 de julio | 16:00 | – | Por definir |
| Deportivo Italiano | 0:0 | Frontera Rivera   | Parque Maracaná        | 7 de julio | 13:00 | – | Por definir |
| Libre: Alto Perú   |     |                   |                        |            |       |   |             |

| Frontera Rivera    | 1:1 | Cooper             | Atilio Paiva Olivera | 12 de julio | 11:00 | – | Por definir |
| Basáñez            | 0:2 | Huracán            | Parque Palermo       | 12 de julio | 20:00 | – | Por definir |
| Alto Perú          | 0:8 | Deportivo Italiano | Complejo Rentistas   | 13 de julio | 15:00 | – | Por definir |
| Los Halcones       | 0:1 | Deportivo Colonia  | Parque Palermo       | 13 de julio | 15:00 | – | Por definir |
| Libre: Sud América |     |                    |                      |             |       |   |             |

| Basáñez                   | 1:1 | Sud América       | Parque Palermo         | 19 de julio | 10:00 | – | Por definir |
| Frontera Rivera           | 0:0 | Huracán           | Atilio Paiva Olivera   | 20 de julio | 15:00 | – | Por definir |
| Cooper                    | 1:1 | Deportivo Colonia | Cr. José Pedro Damiani | 20 de julio | 15:00 | – | Por definir |
| Alto Perú                 | 0:1 | Los Halcones      | Complejo Rentistas     | 20 de julio | 15:00 | – | Por definir |
| Libre: Deportivo Italiano |     |                   |                        |             |       |   |             |

| Sud América       | 0:2 | Frontera Rivera    | Complejo Rentistas          | 27 de julio | 15:00 | – | Por definir |
| Los Halcones      | 1:2 | Basáñez            | Parque ANCAP                | 27 de julio | 15:00 | – | Por definir |
| Deportivo Colonia | w/o | Alto Perú          | Complejo Ing. Milton Gonnet | 27 de julio | 15:00 | – | Por definir |
| Huracán           | 0:1 | Deportivo Italiano | Parque Palermo              | 27 de julio | 20:00 | – | Por definir |
| Libre: Cooper     |     |                    |                             |             |       |   |             |

### Definición del Torneo Apertura

#### Cuadro
|  | Semifinales        | Semifinales |         |          | Final        | Final        |  |
|  | 3 de agosto        | 3 de agosto |         |          | 10 de agosto | 10 de agosto |  |
|  |                    |             |         |          |              |              |  |
|  |                    |             |         |          |              |              |  |
|  | Paysandú           | 2           |         |          |              |              |  |
|  | Paysandú           | 2           |         |          |              |              |  |
|  | Bella Vista        | 0           |         |          |              |              |  |
|  | Bella Vista        | 0           |         | Paysandú | 1 (4)        |              |  |
|  |                    |             |         | Paysandú | 1 (4)        |              |  |
|  |                    |             | Durazno | 1 (1)    |              |              |  |
|  | Deportivo Italiano | 0           | Durazno | 1 (1)    |              |              |  |
|  | Deportivo Italiano | 0           |         |          |              |              |  |
|  | Durazno            | 1           |         |          |              |              |  |
|  | Durazno            | 1           |         |          |              |              |  |
|  |                    |             |         |          |              |              |  |

#### Semifinales
| 3 de agosto de 2025 | Paysandú                                | 2:0 | Bella Vista | Estadio Artigas, Paysandú                                |                                                          |
| 15:00               | - Gabriel Leyes 27' - Lucas Mendoza 94' |     |             | Asistencia: 2.000 espectadores Árbitro(s): Gonzalo López | Asistencia: 2.000 espectadores Árbitro(s): Gonzalo López |

| 3 de agosto de 2025 | Deportivo Italiano | 0:1 | Durazno            | Parque Palermo, Montevideo                              |                                                         |
| 16:00               |                    |     | Joaquín Avilés 45' | Asistencia: 750 espectadores Árbitro(s): Ignacio Donato | Asistencia: 750 espectadores Árbitro(s): Ignacio Donato |

#### Final
| 10 de agosto de 2025 | Paysandú | 1:1 (4:1 p.) | Durazno | Estadio Artigas, Paysandú                                   |                                                             |
| 15:00                |          |              |         | Asistencia: 4.000 espectadores Árbitro(s): Roberto Corrales | Asistencia: 4.000 espectadores Árbitro(s): Roberto Corrales |

|                             |
| Paysandú                    |
| Campeón del Torneo Apertura |

## Torneo Clausura
Comenzó el sábado 16 de agosto y lo disputarán los 14 equipos provenientes del Torneo Apertura.
Los líderes de cada grupo disputarán la definición del Torneo Clausura.

### Serie A

#### Posiciones
| Pos. | Equipo             | Pts. | PJ | G | E | P | GF | GC | Dif. |  |
| ---- | ------------------ | ---- | -- | - | - | - | -- | -- | ---- |  |
| 1    | Villa Teresa       | 3    | 1  | 1 | 0 | 0 | 2  | 0  | +2   |  |
| 2    | Huracán            | 3    | 1  | 1 | 0 | 0 | 2  | 1  | +1   |  |
| 3    | Deportivo Colonia  | 3    | 1  | 1 | 0 | 0 | 1  | 0  | +1   |  |
| 4    | Cooper             | 0    | 0  | 0 | 0 | 0 | 0  | 0  | 0    |  |
| 5    | Deportivo Italiano | 0    | 1  | 0 | 0 | 1 | 1  | 2  | −1   |  |
| 6    | Villa Española     | 0    | 1  | 0 | 0 | 1 | 0  | 1  | −1   |  |
| 7    | Bella Vista        | 0    | 1  | 0 | 0 | 1 | 0  | 2  | −2   |  |

Actualizado a los partidos jugados el 17 de agosto de 2025.
 Fuente: AUF
Criterios de clasificación: 1) puntos; 2) diferencia de goles; 3) número de goles marcados.
|  | Clasificado a la definición. |

#### Resultados
| Huracán        | 2:1 | Deportivo Italiano | Parque Palermo           | 16 de agosto | 19:00 | – | Por definir |
| Villa Teresa   | 2:0 | Bella Vista        | Monumental Luis Tróccoli | 17 de agosto | 09:30 | – | Por definir |
| Villa Española | 0:1 | Deportivo Colonia  | Obdulio Varela           | 17 de agosto | 15:00 | – | Por definir |
| Libre: Cooper  |     |                    |                          |              |       |   |             |

| Bella Vista        | vs. | Villa Española | José Nasazzi          | 23 de agosto | 15:00 | – | Por definir |
| Deportivo Italiano | vs. | Villa Teresa   | Complejo Rentistas    | 23 de agosto | 18:00 | – | Por definir |
| Deportivo Colonia  | vs. | Cooper         | Prof. Alberto Suppici | 24 de agosto | 15:00 | – | Por definir |
| Libre: Huracán     |     |                |                       |              |       |   |             |

| Villa Teresa              | vs. | Deportivo Colonia | Por definir | Por definir | Por definir | Por definir | Por definir |
| Villa Española            | vs. | Cooper            | Por definir | Por definir | Por definir | Por definir | Por definir |
| Bella Vista               | vs. | Huracán           | Por definir | Por definir | Por definir | Por definir | Por definir |
| Libre: Deportivo Italiano |     |                   |             |             |             |             |             |

| Cooper             | vs. | Huracán           | Por definir | Por definir | Por definir | Por definir | Por definir |
| Villa Española     | vs. | Villa Teresa      | Por definir | Por definir | Por definir | Por definir | Por definir |
| Deportivo Italiano | vs. | Deportivo Colonia | Por definir | Por definir | Por definir | Por definir | Por definir |
| Libre: Bella Vista |     |                   |             |             |             |             |             |

| Deportivo Colonia     | vs. | Huracán            | Por definir | Por definir | Por definir | Por definir | Por definir |
| Bella Vista           | vs. | Deportivo Italiano | Por definir | Por definir | Por definir | Por definir | Por definir |
| Villa Teresa          | vs. | Cooper             | Por definir | Por definir | Por definir | Por definir | Por definir |
| Libre: Villa Española |     |                    |             |             |             |             |             |

| Deportivo Italiano       | vs. | Villa Española | Por definir | Por definir | Por definir | Por definir | Por definir |
| Huracán                  | vs. | Villa Teresa   | Por definir | Por definir | Por definir | Por definir | Por definir |
| Cooper                   | vs. | Bella Vista    | Por definir | Por definir | Por definir | Por definir | Por definir |
| Libre: Deportivo Colonia |     |                |             |             |             |             |             |

| Cooper              | vs. | Deportivo Italiano | Por definir | Por definir | Por definir | Por definir | Por definir |
| Deportivo Colonia   | vs. | Bella Vista        | Por definir | Por definir | Por definir | Por definir | Por definir |
| Huracán             | vs. | Villa Española     | Por definir | Por definir | Por definir | Por definir | Por definir |
| Libre: Villa Teresa |     |                    |             |             |             |             |             |

### Serie B

#### Posiciones
| Pos. | Equipo          | Pts. | PJ | G | E | P | GF | GC | Dif. |  |
| ---- | --------------- | ---- | -- | - | - | - | -- | -- | ---- |  |
| 1    | Paysandú        | 3    | 1  | 1 | 0 | 0 | 3  | 0  | +3   |  |
| 2    | Terremoto       | 3    | 1  | 1 | 0 | 0 | 2  | 0  | +2   |  |
| 3    | Huracán Buceo   | 3    | 1  | 1 | 0 | 0 | 2  | 1  | +1   |  |
| 4    | Platense        | 0    | 0  | 0 | 0 | 0 | 0  | 0  | 0    |  |
| 5    | Durazno         | 0    | 1  | 0 | 0 | 1 | 1  | 2  | −1   |  |
| 6    | Frontera Rivera | 0    | 1  | 0 | 0 | 1 | 0  | 2  | −2   |  |
| 7    | Deutscher       | 0    | 1  | 0 | 0 | 1 | 0  | 3  | −3   |  |

Actualizado a los partidos jugados el 17 de agosto de 2025.
 Fuente: AUF
Criterios de clasificación: 1) puntos; 2) diferencia de goles; 3) número de goles marcados.
|  | Clasificado a la definición. |

#### Resultados
| Huracán Buceo   | 2:1 | Durazno   | Parque Huracán       | 16 de agosto | 15:30 | – | Por definir |
| Deutscher       | 0:3 | Paysandú  | Parque Palermo       | 17 de agosto | 15:00 | – | Por definir |
| Frontera Rivera | 0:2 | Terremoto | Atilio Paiva Olivera | 17 de agosto | 15:00 | – | Por definir |
| Libre: Platense |     |           |                      |              |       |   |             |

| Durazno          | vs. | Frontera Rivera | Cr. José Pedro Damiani | 23 de agosto | 11:00 | – | Por definir |
| Terremoto        | vs. | Platense        | Cr. José Pedro Damiani | 24 de agosto | 15:00 | – | Por definir |
| Paysandú         | vs. | Huracán Buceo   | Artigas (Paysandú)     | 24 de agosto | 15:00 | – | Por definir |
| Libre: Deutscher |     |                 |                        |              |       |   |             |

| Huracán Buceo   | vs. | Terremoto | Por definir | Por definir | Por definir | Por definir | Por definir |
| Frontera Rivera | vs. | Platense  | Por definir | Por definir | Por definir | Por definir | Por definir |
| Durazno         | vs. | Deutscher | Por definir | Por definir | Por definir | Por definir | Por definir |
| Libre: Paysandú |     |           |             |             |             |             |             |

| Platense        | vs. | Deutscher     | Por definir | Por definir | Por definir | Por definir | Por definir |
| Frontera Rivera | vs. | Huracán Buceo | Por definir | Por definir | Por definir | Por definir | Por definir |
| Paysandú        | vs. | Terremoto     | Por definir | Por definir | Por definir | Por definir | Por definir |
| Libre: Durazno  |     |               |             |             |             |             |             |

| Terremoto              | vs. | Deutscher | Por definir | Por definir | Por definir | Por definir | Por definir |
| Durazno                | vs. | Paysandú  | Por definir | Por definir | Por definir | Por definir | Por definir |
| Huracán Buceo          | vs. | Platense  | Por definir | Por definir | Por definir | Por definir | Por definir |
| Libre: Frontera Rivera |     |           |             |             |             |             |             |

| Paysandú         | vs. | Frontera Rivera | Por definir | Por definir | Por definir | Por definir | Por definir |
| Deutscher        | vs. | Huracán Buceo   | Por definir | Por definir | Por definir | Por definir | Por definir |
| Platense         | vs. | Durazno         | Por definir | Por definir | Por definir | Por definir | Por definir |
| Libre: Terremoto |     |                 |             |             |             |             |             |

| Platense             | vs. | Paysandú        | Por definir | Por definir | Por definir | Por definir | Por definir |
| Terremoto            | vs. | Durazno         | Por definir | Por definir | Por definir | Por definir | Por definir |
| Deutscher            | vs. | Frontera Rivera | Por definir | Por definir | Por definir | Por definir | Por definir |
| Libre: Huracán Buceo |     |                 |             |             |             |             |             |

### Definición del Torneo Clausura

#### Final
| 5 de octubre de 2025 | AUF | vs. | AUF |  |  |

|                             |
| Por definir                 |
| Campeón del Torneo Clausura |

## Tabla general
| Pos. | Equipo             | Pts. | PJ | G | E | P | GF | GC | Dif. |  |
| ---- | ------------------ | ---- | -- | - | - | - | -- | -- | ---- |  |
| 1    | Paysandú           | 23   | 9  | 7 | 2 | 0 | 15 | 3  | +12  |  |
| 2    | Deportivo Italiano | 20   | 9  | 6 | 2 | 1 | 21 | 3  | +18  |  |
| 3    | Huracán            | 19   | 9  | 6 | 1 | 2 | 14 | 5  | +9   |  |
| 4    | Bella Vista        | 18   | 9  | 6 | 0 | 3 | 35 | 7  | +28  |  |
| 5    | Durazno            | 18   | 9  | 6 | 0 | 3 | 26 | 9  | +17  |  |
| 6    | Deportivo Colonia  | 18   | 9  | 5 | 3 | 1 | 6  | 3  | +3   |  |
| 7    | Terremoto          | 17   | 9  | 5 | 2 | 2 | 18 | 6  | +12  |  |
| 8    | Villa Teresa       | 17   | 9  | 5 | 2 | 2 | 12 | 5  | +7   |  |
| 9    | Villa Española     | 17   | 9  | 5 | 2 | 2 | 7  | 6  | +1   |  |
| 10   | Frontera Rivera    | 16   | 9  | 4 | 4 | 1 | 15 | 4  | +11  |  |
| 11   | Huracán Buceo      | 16   | 9  | 5 | 1 | 3 | 15 | 5  | +10  |  |
| 12   | Deutscher          | 15   | 9  | 5 | 0 | 4 | 21 | 13 | +8   |  |
| 13   | Potencia           | 13   | 8  | 4 | 1 | 3 | 15 | 14 | +1   |  |
| 14   | Cooper             | 12   | 8  | 3 | 3 | 2 | 6  | 6  | 0    |  |
| 15   | Platense           | 12   | 8  | 4 | 0 | 4 | 8  | 9  | −1   |  |
| 16   | Salus              | 11   | 8  | 3 | 2 | 3 | 9  | 8  | +1   |  |
| 17   | Lito               | 10   | 8  | 3 | 1 | 4 | 8  | 7  | +1   |  |
| 18   | Basáñez            | 10   | 8  | 3 | 1 | 4 | 10 | 12 | −2   |  |
| 19   | Mar de Fondo       | 9    | 8  | 3 | 0 | 5 | 7  | 7  | 0    |  |
| 20   | Sud América        | 8    | 8  | 1 | 3 | 4 | 6  | 10 | −4   |  |
| 21   | Bella Italia       | 7    | 8  | 2 | 1 | 5 | 14 | 12 | +2   |  |
| 22   | Salto              | 7    | 8  | 2 | 1 | 5 | 7  | 14 | −7   |  |
| 23   | Canadian           | 5    | 8  | 1 | 2 | 5 | 2  | 9  | −7   |  |
| 24   | Rocha              | 4    | 8  | 1 | 1 | 6 | 6  | 16 | −10  |  |
| 25   | Los Halcones       | 3    | 8  | 1 | 0 | 7 | 4  | 16 | −12  |  |
| 26   | Alto Perú          | 0    | 8  | 0 | 1 | 7 | 0  | 23 | −23  |  |
| 27   | Parque del Plata   | 0    | 8  | 0 | 0 | 8 | 0  | 74 | −74  |  |

Actualizado a los partidos jugados el 17 de agosto de 2025.
 Fuente: AUF
Criterios de clasificación: 1) puntos; 2) diferencia de goles; 3) número de goles marcados.
Notas:
1. ↑  La AUF le concedió los puntos en disputa a Sud América luego de su encuentro ante Alto Perú por la 2.ª fecha del Torneo Apertura.
2. ↑  A Alto Perú se le quitó el punto obtenido en el empate frente a Sud América por la 2.ª fecha del Torneo Apertura, debido a la actuación de al menos un futbolista con documentación médica sin revalidar.

|  | Campeón. En zona de ascenso al Campeonato Uruguayo de Segunda División 2026.                                                   |
|  | Subcampeón. Eventualmente involucrado en la definición por el segundo ascenso al Campeonato Uruguayo de Segunda División 2026. |

### Evolución de la clasificación
| Jornada / Equipo   | 1        | 2  | 3  | 4  | 5  | 6  | 7  | 8  | 9  | 10 | 11 | 12 | 13 | 14 | 15 | 16 |  |
| ------------------ | -------- | -- | -- | -- | -- | -- | -- | -- | -- | -- | -- | -- | -- | -- | -- | -- |  |
| Jornada / Equipo   | Paysandú | 15 | 14 | 8  | 8  | 6  | 4  | 3  | 1  | 2  | 1  |    |    |    |    |    |  |
| Deportivo Italiano | 3        | 4  | 2  | 2  | 2  | 2  | 2  | 3  | 1  | 2  |    |    |    |    |    |    |  |
| Huracán            | 5        | 10 | 7  | 3  | 3  | 6  | 4  | 5  | 7  | 3  |    |    |    |    |    |    |  |
| Bella Vista        | 17       | 15 | 6  | 12 | 7  | 5  | 7  | 6  | 3  | 4  |    |    |    |    |    |    |  |
| Durazno            | 4        | 1  | 1  | 1  | 1  | 1  | 1  | 2  | 4  | 5  |    |    |    |    |    |    |  |
| Deportivo Colonia  | 22       | 21 | 20 | 21 | 19 | 12 | 10 | 11 | 9  | 6  |    |    |    |    |    |    |  |
| Terremoto          | 23       | 20 | 22 | 20 | 18 | 11 | 9  | 7  | 10 | 7  |    |    |    |    |    |    |  |
| Villa Teresa       | 11       | 6  | 14 | 17 | 9  | 13 | 16 | 13 | 11 | 8  |    |    |    |    |    |    |  |
| Villa Española     | 10       | 7  | 4  | 4  | 4  | 3  | 5  | 4  | 5  | 9  |    |    |    |    |    |    |  |
| Frontera Rivera    | 14       | 9  | 12 | 6  | 5  | 7  | 8  | 8  | 6  | 10 |    |    |    |    |    |    |  |
| Huracán Buceo      | 6        | 11 | 15 | 11 | 8  | 8  | 12 | 14 | 12 | 11 |    |    |    |    |    |    |  |
| Deutscher          | 24       | 16 | 10 | 16 | 17 | 20 | 14 | 10 | 8  | 12 |    |    |    |    |    |    |  |
| Potencia           | 1        | 3  | 11 | 7  | 11 | 9  | 6  | 9  | 13 | 13 |    |    |    |    |    |    |  |
| Cooper             | 12       | 5  | 3  | 10 | 13 | 10 | 11 | 12 | 14 | 14 |    |    |    |    |    |    |  |
| Platense           | 9        | 2  | 9  | 15 | 16 | 19 | 15 | 17 | 15 | 15 |    |    |    |    |    |    |  |
| Salus              | 21       | 18 | 13 | 9  | 12 | 15 | 19 | 15 | 16 | 16 |    |    |    |    |    |    |  |
| Lito               | 19       | 19 | 21 | 22 | 23 | 23 | 18 | 20 | 17 | 17 |    |    |    |    |    |    |  |
| Basáñez            | 2        | 8  | 18 | 14 | 14 | 17 | 21 | 21 | 18 | 18 |    |    |    |    |    |    |  |
| Mar de Fondo       | 8        | 13 | 16 | 13 | 15 | 18 | 13 | 16 | 19 | 19 |    |    |    |    |    |    |  |
| Sud América        | 13       | 17 | 19 | 19 | 21 | 16 | 20 | 18 | 20 | 20 |    |    |    |    |    |    |  |
| Bella Italia       | 7        | 12 | 5  | 5  | 10 | 14 | 17 | 19 | 21 | 21 |    |    |    |    |    |    |  |
| Salto              | 16       | 23 | 26 | 25 | 25 | 24 | 24 | 24 | 22 | 22 |    |    |    |    |    |    |  |
| Canadian           | 18       | 25 | 17 | 18 | 20 | 21 | 22 | 22 | 23 | 23 |    |    |    |    |    |    |  |
| Rocha              | 20       | 24 | 24 | 23 | 22 | 22 | 23 | 23 | 24 | 24 |    |    |    |    |    |    |  |
| Los Halcones       | 26       | 26 | 25 | 24 | 24 | 25 | 25 | 25 | 25 | 25 |    |    |    |    |    |    |  |
| Alto Perú          | 25       | 22 | 23 | 26 | 26 | 26 | 26 | 26 | 26 | 26 |    |    |    |    |    |    |  |
| Parque del Plata   | 27       | 27 | 27 | 27 | 27 | 27 | 27 | 27 | 27 | 27 |    |    |    |    |    |    |  |

### Clasificación para la Copa AUF Uruguay 2025
Para la clasificación a la Copa AUF Uruguay 2025 se determinó que al término de la fecha 6 del Torneo Apertura, coincidentemente con el final del Torneo Intermedio de Primera División, se realizara un corte en la tabla general, en el que se calculó el promedio de puntos sobre partidos disputados de cada equipo y como segundo criterio de clasificación a la diferencia de goles. De esta manera, los clasificados resultaron ser los siguientes:
- Durazno (3,000)
- Paysandú (2,600)
- Bella Vista (2,400)
- Huracán (2,400)

## Definición por el Segundo Ascenso
| Equipo   | Método de clasificación         |
| -------- | ------------------------------- |
| Paysandú | Campeón del Torneo Apertura     |
| AUF      | Campeón del Torneo Clausura     |
| AUF      | Segundo lugar de la Tabla Anual |

| 12 de octubre de 2025 | AUF | vs. | AUF |  |  |

## Ascensos a Segunda División
|             |             |
| Por definir | Por definir |
| Campeón     | Subcampeón  |

## Récords
- Mayor número de goles marcados en un partido: 20 goles:  Bella Vista 20 – 0  Parque del Plata (9 de junio de 2025)

- Mayor victoria local:  Bella Vista 20 – 0  Parque del Plata (28 de junio de 2025)

- Mayor victoria visitante:  Parque del Plata 0 – 12  Durazno (9 de junio de 2025)

- Mayor racha de victorias consecutivas:  Durazno (6 partidos)

- Mayor racha de partidos sin perder:  Paysandú (9 partidos)

- Mayor racha de partidos sin ganar:  Alto Perú,  Parque del Plata (8 partidos)

- Mayor racha de derrotas consecutivas:  Parque del Plata (8 partidos)